# Saint-Denis-du-Pin
Saint-Denis-du-Pin era una comuna francesa situada en el departamento de Charente Marítimo, de la región de Nueva Aquitania, que el 1 de enero de 2016 pasó a ser una comuna delegada de la comuna nueva de Essouvert al fusionarse con la comuna de La Benâte.

## Demografía
| Gráfica de evolución demográfica de Saint-Denis-du-Pin entre 1800 y 2013 |
|                                                                          |

Los datos demográficos contemplados en este gráfico de la comuna de Saint-Denis-du-Pin se han cogido de 1800 a 1999 de la página francesa EHESS/Cassini, y los demás datos de la página del INSEE.